# Tambogrande
Tambogrande, también citada como Tambo Grande, es una ciudad peruana capital del distrito homónimo, de la provincia y departamento de Piura. Está situada a 50 kilómetros de la ciudad de Piura, capital de la provincia y del departamento.

## Etimología
Etimológicamente, el nombre hace referencia a un tambo de gran dimensión, un lugar de descanso y abastecimiento de víveres para los viajeros, y es lo que fue hasta la época del bandolero Froilán Alama, pues esta localidad era una escala habitual para la gente que viajaba de Piura a Sullana en sus burros. El nombre se mantuvo a lo largo del tiempo hasta la creación oficial del distrito homónimo.

## Historia
La ciudad de Tambogrande fue fundada por Martínez de Compañón el 8 de julio de 1783.
El distrito fue creado por decreto del 8 de octubre de 1840. La ley de 30 de marzo de 1861 ratificó el decreto anterior. Su capital Tambo Grande obtuvo mediante la ley N.º 5898, del 22 de noviembre de 1927, la categoría de villa. 
El espacio geográfico de lo que hoy es el Distrito de Tambo Grande y Valle de San Lorenzo estuvo poblado desde la prehistoria. Los pobladores de la zona vivían en cuevas y se alimentaban de la recolección de frutos y de la caza de animales que habitaban los bosques secos. Testimonio de ello son las pinturas rupestres y petroglifos encontrados en las zonas de Palo Negro (flechas en diversas direcciones, monos, serpientes, y otros) o Guaraguaos Bajo (caras de diablos).
Más adelante se desarrolló la Cultura Tallán, que colindaba con Lambayeque y llegaba hasta Tumbes.

## Nuevo modelo agrario
Con el esfuerzo del Estado y el apoyo del Banco Mundial, en 1956, se inicia el proceso de Colonización en el Valle de San Lorenzo, de recuperar tierras fértiles para dedicarlas a la agricultura intensiva. La asistencia técnica, el crédito, la generación de mercados y de empleo, experiencias educativas rurales fueron algunos de los primeros esfuerzos, de lo que hoy conocemos como el Valle de San Lorenzo. 
Poco a poco la ciudad se fue poblando y pasaron los años y los primeros indicios de tecnología fue en el año 1940 cuando llegaba la primera televisión a Tambogrande, claro esta que anteriormente ya había electricidad. 
Fueron las últimas gestiones de los alcaldes Alfredo Rengifo Navarrete y Francisco Ojeda Riofrío, quienes mejoraron el aspecto de Tambogrande. Si bien es cierto que tiene unos excelentes recursos, con ellos  se concretizó más, creando métodos y empresas encargadas de ello, además de edificar y remodelar algunos elementos que hicieran vistosa a la ciudad es así como se inició la construcción de la entrada de la ciudad, la remodelación del óvalo, del municipio, de la iglesia, de la casa del virrey, del museo y la confección de un Cristo redentor ubicado en lo alto del cerro de la ciudad que lleva el mismo nombre.

## Producción
Tambogrande está situada en los perímetros del productivo Valle de San Lorenzo, unos de los más importantes de todo el norte peruano. De este valle sale la mayor producción de mango y limón del Perú. La producción de mango con un aproximado de 100 000 t. por año, es destinada en su mayor parte a los mercados extranjeros como EE. UU., Europa, China, etc.
San Lorenzo cuenta con 53 773 ha. de extensión, de las cuales 42 188 ha. están bajo riego regulado y representan el 12% de las tierras cultivables del Perú. Este valle fue considerado como un proyecto modelo en América Latina, y actualmente es considerado como uno los mayores productores de fruta 
Uno de los aspectos que hay que recalcar es su sobresaliente producción de mango y limón siendo esta la más importante fuente de ingreso para el municipio y para los pobladores. 
La producción de mango y limón fue impulsada luego que el régimen militar de Velasco Alvarado diera su respaldo a los campesinos a cultivar sus tierras y  así poco a poco se fue agrandando esta industria, pero no solo es el mango y el limón  los que se cosechan en Tambo Grande, también están los plátanos, variedad de ellos, las sandía, y las papayas entre las típicas ciruelas y tamarindos, que son frutos tropicales.

## División política
Tambogrande limita al oeste con la provincia de Sullana, al norte con el distrito de Las Lomas, al este con los distritos de Sapillica y Frías, al sureste por la provincia de Morropón - Chulucanas y al sur por los distritos de Castilla y Piura.
Cuenta con diez centros poblados distribuidas para una mejor organización y gestión del presupuesto participativo local:
1. La Peñita
2. Valle de Los Incas
3. San Martín CP3
4. Cruceta
5. Tejedores
6. Pedregal
7. Malingas
8. Locuto
9. Santa Ana
10. Palominos

Cuenta con diez Municipalidades Delegadas, debidamente reconocidas y autónomas.
1. Municipalidad Delegada de Villa La Peñita.
2. Municipalidad Delegada de villa Sinchi Roca - Valle de Los Incas.
3. Municipalidad Delegada de San Martín CP 3.
4. Municipalidad Delegada de Cruceta.
5. Municipalidad Delegada de Tejedores.
6. Municipalidad Delegada de Pedregal.
7. Municipalidad Delegada de Malingas.
8. Municipalidad Delegada de Locuto.
9. Municipalidad Delegada de Santa Ana.
10. Municipalidad Delegada de Palominos

## Educación
Tambogrande, cuenta con las siguientes Instituciones Educativas, las cuales brindan el servicio en los diversos niveles:

### Inicial
- I. E. I. N.º 012 José Asunción Palacios Arámbulo
- I. E. I. N.º 037 Andrés Razuri
- I. E. P. Niño Jesús de Praga
- I. E. P. Jean Piaget
- I. E. P. César Vallejo
- I. E. P. Bruner
- I. E. P. San Marcos

### Primaria
- I. E. N.º 15017 Manuel Tomás Echeandía Espinoza
- I. E. N.º. 14139 Clara María Valladares
- I. E. N.º 14140 Virgen de Fátima
- I. E. N.º 15018 Andrés Rázuri
- I. E. P. Niño Jesús de Praga
- I. E. P. Jean Piaget
- I. E. P. César Vallejo
- I. E. P. Bruner
- I. E. P. San Marcos
- I. E. P. Sócrates

### Secundaria
- I. E. INA N.º 54 "Decano de la Educación secundaria", por resolución de 1962 (MINEDU), alma mater de la educación Secundaria del Valle San Lorenzo.
- I. E. Jorge Chávez
- I. E. N.º 15018 Andrés Rázuri

- I. E. P. Jean Piaget
- I. E. P. César Vallejo
- I. E. P San Marcos
- I. E. P. Sócrates

### CEBA
- I. E. Jorge Chávez

### Superior
- I. S. T. P San Martín
- I. S. T. P Beta Computer

## Clima
| Parámetros climáticos promedio de Tambogrande | Parámetros climáticos promedio de Tambogrande | Parámetros climáticos promedio de Tambogrande | Parámetros climáticos promedio de Tambogrande | Parámetros climáticos promedio de Tambogrande | Parámetros climáticos promedio de Tambogrande | Parámetros climáticos promedio de Tambogrande | Parámetros climáticos promedio de Tambogrande | Parámetros climáticos promedio de Tambogrande | Parámetros climáticos promedio de Tambogrande | Parámetros climáticos promedio de Tambogrande | Parámetros climáticos promedio de Tambogrande | Parámetros climáticos promedio de Tambogrande | Parámetros climáticos promedio de Tambogrande |
| Mes                                           | Ene.                                          | Feb.                                          | Mar.                                          | Abr.                                          | May.                                          | Jun.                                          | Jul.                                          | Ago.                                          | Sep.                                          | Oct.                                          | Nov.                                          | Dic.                                          | Anual                                         |
| --------------------------------------------- | --------------------------------------------- | --------------------------------------------- | --------------------------------------------- | --------------------------------------------- | --------------------------------------------- | --------------------------------------------- | --------------------------------------------- | --------------------------------------------- | --------------------------------------------- | --------------------------------------------- | --------------------------------------------- | --------------------------------------------- | --------------------------------------------- |
| Temp. máx. media (°C)                         | 39.1                                          | 30.3                                          | 30.1                                          | 30.2                                          | 29.7                                          | 28.7                                          | 28                                            | 28.1                                          | 28.7                                          | 29                                            | 29.3                                          | 30.5                                          | 29.55                                         |
| Temp. media (°C)                              | 25.4                                          | 25.5                                          | 25.5                                          | 25.2                                          | 24.1                                          | 22.9                                          | 22                                            | 21.8                                          | 22.2                                          | 22.4                                          | 22.8                                          | 24.2                                          | 23.7                                          |
| Temp. mín. media (°C)                         | 21.1                                          | 22.2                                          | 22.2                                          | 21.4                                          | 19.7                                          | 18.2                                          | 17.2                                          | 16.8                                          | 17.1                                          | 17.3                                          | 17.8                                          | 19.4                                          | 19.2                                          |
| Días de lluvias (≥ 1 mm)                      | 10                                            | 15                                            | 18                                            | 11                                            | 5                                             | 1                                             | 0                                             | 0                                             | 1                                             | 3                                             | 4                                             | 6                                             | 74                                            |
| Fuente: climate-data.org                      |                                               |                                               |                                               |                                               |                                               |                                               |                                               |                                               |                                               |                                               |                                               |                                               |                                               |